# Казаца
Казаца (итал. Casazza) је насеље у Италији у округу Бергамо, региону Ломбардија.
Према процени из 2011. у насељу је живело 3989 становника. Насеље се налази на надморској висини од 339 m.

## Становништво
| 1931. | 1936. | 1951. | 1961. | 1971. | 1981. | 1991. | 2001. | 2011. |
| ----- | ----- | ----- | ----- | ----- | ----- | ----- | ----- | ----- |
| 2.175 | 1.931 | 2.302 | 2.402 | 2.729 | 3.162 | 3.266 | 3.478 | 4.021 |